# Synolulis ekeikei
Synolulis ekeikei är en fjärilsart som beskrevs av Bethune-Baker 1908. Synolulis ekeikei ingår i släktet Synolulis och familjen nattflyn. Inga underarter finns listade i Catalogue of Life.